# Championnat du Japon de football de quatrième division
Pour les articles homonymes, voir JFL.
Le championnat du Japon de football D4 est une compétition placée sous l'égide de la fédération du Japon de football. C'est la 4e division du football japonais, derrière les J. League 1, J. League 2 et J3 League. Celle-ci se nomme Japan Football League ou JFL en anglais ; 日本フットボールリーグ / Nihon futtobōru Līgu en japonais.
Aussi connu sous le nom de JFL, elle est généralement considérée comme le niveau amateur le plus élevé, mais en réalité, il s'agit d'une ligue semi-professionnelle où de nombreux joueurs sont footballeurs à temps plein. La JFL est directement régie par la fédération du Japon de football en opposition à la J. League qui est indépendante.
À partir de la saison 2014, la 3e division sera la J. League 3 et la JFL sera la 4e division.

## Promotion en J-League 2
Un club doit satisfaire aux critères cumulatifs suivants pour être promus en J. League 2 :
- Terminer la saison dans les quatre premiers du championnat
- Passer l'examen de contrôle final du Comité de J. League
- Avoir reçu le statut de membre associé de la J-league (J. League Associate Membership)

## Relégation en ligues régionales
Les deux dernières équipes doivent jouer un play-off contre les équipes terminant en tête des ligues régionales. Le nombre des équipes jouant ce play-off varie en fonction du nombre d'équipes promues en J2 et d'éventuelles équipes qui se retirent de la JFL.

## Palmarès
- 1999 : Yokohama FC
- 2000 : Yokohama FC
- 2001 : Honda FC
- 2002 : Honda FC
- 2003 : Tokushima Vortis
- 2004 : Tokushima Vortis
- 2005 : Ehime FC
- 2006 : Honda FC
- 2007 : Sagawa Shiga FC
- 2008 : Honda FC
- 2009 : Sagawa Shiga FC
- 2010 : Gainare Tottori
- 2011 : Sagawa Shiga FC
- 2012 : V.Varen Nagasaki
- 2013 : AC Nagano Parceiro
- 2014 : Sagawa Printing
- 2015 : Sony Sendai
- 2016 : Honda FC
- 2017 : Honda FC
- 2018 : Honda FC
- 2019 : Honda FC
- 2020 : Verspah Oita
- 2021 : Iwaki FC
- 2022 : Nara Club
- 2023 : Honda FC
- 2024 : Tochigi City